# الفطرة السليمة (منشور)
الفطرة السليمة (بالإنجليزية: Common Sense)‏ هو كراس ألفه توماس بين في عامي 1775-1776 أثر في العديد في سكان المستعمرات الثلاثة عشرة مما أدى إلى إعلان الاستقلال والمحاربة للحصول عليه من بريطانيا العظمى في صيف 1776. شرح المنشور المزايا والحاجة للاستقلال الفوري في لغة سهلة وواضحة. تم نشره بشكل مجهول المؤلف في 10 يناير 1776 مع بداية الثورة الأمريكية وانتشر بشكل واسع سريعا، وقرأ بصوت عال في المحافل العامة.
طلب جورج واشنطن قرائته على جميع الجنود الذين كانوا يحيطون بالجيش البريطاني في بوسطن. كان لهذا المنشور أعلى أرقام مبيعات في تاريخ أمريكا مقارنة مع عدد السكان في ذلك الوقت.